# Szent Egyed közösség
A Szent Egyed közösség (olaszul Comunità di Sant'Egidio) olyan katolikus lelkiségi mozgalom, melynek tagjai a római katolikus egyház tanítását vallva a mindennapi munkájuk és családi életük mellett segítenek a rászoruló, beteg, szenvedő embereken, és együtt imádkoznak.

## Története

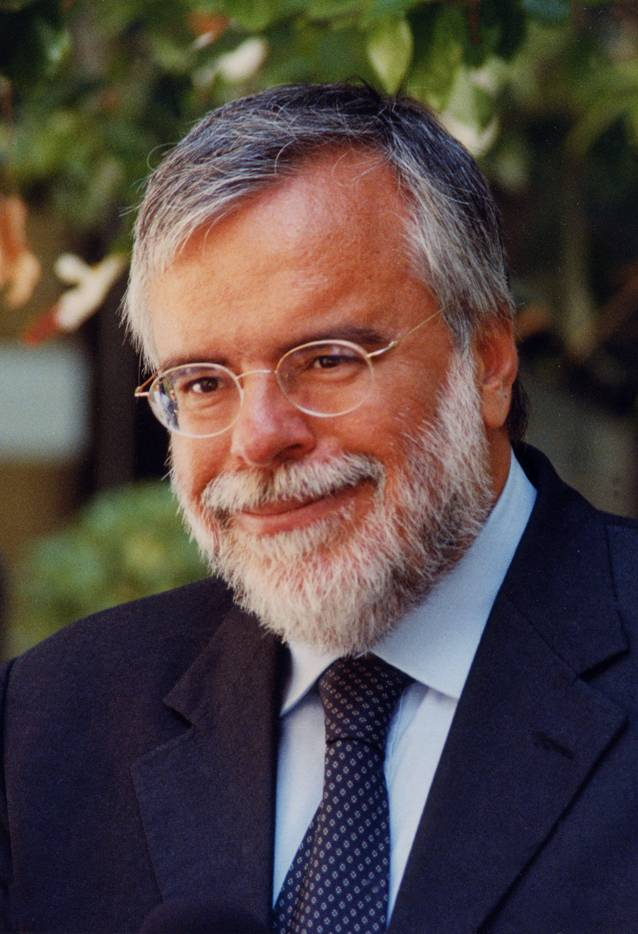
Az alapító, Andrea Riccardi

A Szent Egyed közösség 1968-ban alakult Rómában. Egy római gimnázium néhány diákja Andrea Riccardi vezetésével elmentek a városszéli barakknegyedekhez, ahol a kivetett, szegény családok élnek. A gyerekek az utcán nőnek fel, még iskolába sem járnak. A gimnazista fiatalok délutáni iskolát szerveztek számukra, és vidám, játékos légkörben olvasni tanították őket. Ez volt az első lépés, amelyet a közösség a szegények világa felé tett. Ahogyan egyre többen csatlakoztak hozzájuk, a látókör kitágulásával a szolgálat is egyre terebélyesedett. Ma Európa számos országában, Afrikában, Dél-Amerikában és Ázsiában is működik. A Szentszék által elismert laikus közösség. Sikerrel vettek részt a Guatemalában évtizedeken át tartó polgárháborús helyzet megoldásában. Több éven keresztül munkálkodtak a Mozambikban 16 éven át folyó polgárháború lezárulásáért is. A harcoló felek 1992. október 4-én a hosszú békéltető tárgyalások és egyeztetések helyszínén, a római Trastevere negyedben álló Sant'Egidio-templom (melyről a közösség a nevét kapta) mellett, a Közösség székhelyén aláírták a békét. Elefántcsontparton is sikeresek béketárgyalásaik. A Sant'Egidio közösséget 2002 februárjában Béke Nobel-díjra jelölték a sikeres mozambiki békeközvetítés tizedik évfordulója alkalmából, valamint a különböző vallású és kultúrájú emberek közötti párbeszéd elősegítéséért folytatott munkájukért. 2010-ben az afrikai földrész megsegítésére helyezték a hangsúlyt. Jelentős munkát végeztek Nigerben és Guineában a válságos helyzet enyhítése érdekében, továbbá az egészségvédelem, a fertőző betegségek gyógyítása és a gyermekek jogainak védelme területén. 2010. május 28-án közvetítésükkel írták alá a Közösség római központjában a guineai békeegyezményt. A közösség alapítója és vezetője, Andrea Riccardi történész  békéért tett erőfeszítéseinek eredményét több díjjal is elismerték (2004-Balzan díj, 2009-Unesco Houphouët-Boigny-békedíja). 2009. május 21-én vehette át a Nagy Károly-díjat (Aachen városa 1950 óta olyan magánszemélyeknek vagy intézményeknek ítéli oda a díjat, akik Európa egységének ügyét különösen is szívükön viselik, és ezért dolgoznak). A 2011. november 16-án, Mario Monti által alakított olasz kormányban a nemzetközi együttműködésért és az integrációért felelős tárca nélküli miniszteri posztot kapta.
A közösség jelenleg (2011) hetvenhárom országban van jelen, több mint hatvanezer önkéntessel. Magyarországon 1989 óta vannak jelen, miután magyar diákok egy csoportja a pécsi taizéi találkozón megismerte a római közösség néhány tagját. A főváros után Pécsett alakult csoportjuk. Jelenleg Budapesten, Pécsett és Győrben működnek.

## Tevékenysége
A Közösség tagjai többségükben laikusok, akik a mindennapi munka és családi élet mellett segítenek rászoruló, beteg, szenvedő embereket, és együtt imádkoznak, erőt és reménységet merítve Jézus példájából és tanításaiból. Példaképüknek tekintik Assisi Szent Ferencet. Azt vallják, hogy azért kaptak egy szájat, hogy hirdessék az evangéliumot, és azért két fület, hogy az egyikkel az evangéliumra figyeljenek, a másikkal pedig a társadalom igényeire. Mindig azt az igényt akarják kielégíteni, amit a hatóság (állam, egyház) nem elégít ki. Nincs tehát állandó profiljuk. A világ különböző pontjain a Szent Egyed közösségek hátrányos helyzetű gyerekeket, otthonaikban magányosan vagy intézetekben élő időseket, fogyatékosokat, hajléktalanokat, cigányokat segítenek, börtönben élő rabokat és AIDS-es betegeket látogatnak. A hajléktalanok és a bevándorlók számára sok városban működtetnek ingyenkonyhát, szociális központot, ahol a rászorulók jogi tanácsadást, egészségügyi ellátást, élelmiszer- és ruhaadományt vehetnek igénybe. A világ szegényeit leginkább sújtó globális problémák (éhezés, háborúk, környezetszennyezés stb.) felszámolása érdekében összefogásra törekszik másvallású emberekkel, közösségekkel is. Szívükön viselik a balkáni országok népei közötti megértés és kiengesztelődés előmozdítását. Napjainkban többek között a szerbek és a koszovói albánok közötti párbeszéd felújításán munkálkodnak. Az európai közösségek élelmiszer- és gyógyszersegélyekkel támogatnak több afrikai országot is.
Nagy szerepet vállalnak az afrikai gyermekek anyakönyveztetésében a Bravo! (Birth Registration for All versus Oblivion) elnevezésű program keretében: eddig 35 000 gyermeket anyakönyveztettek a világ 35 országában. A földrészen ugyanis az újszülöttek mintegy harminc százalékát nem anyakönyvezik, ami annyit jelent, hogy nem rendelkeznek jogokkal, így könnyen a kizsákmányolás áldozataivá válnak.
A közösség által 2002 óta DREAM (Drug Resource Enhancement against AIDS and Malnutrition) néven működtetett program az AIDS-fertőzöttek kezelését és a kór terjedésének megakadályozását segíti Afrika különböző országaiban. A DREAM elsősorban várandós anyák kezelését célozza az antiretrovirális terápiával. A kezelésnek köszönhetően a HIV-pozitív asszonyoktól született gyermekek 98 százaléka egészségesen jön a világra. Mozambikban, Kenyában, Malawiban, Tanzániában, a Guineai Köztársaságban, Bissau-Guineában, Nigériában, Angolában, Kongóban és Kamerunban is működik már a program. A kezelés ingyenes, ezt számos nemzetközi intézmény és magánszemély adománya teszi lehetővé, illetve nem utolsósorban a rengeteg önkéntes közreműködő. A központokban kezdetben a közösség orvosai dolgoznak, majd a feladatokat átveszik az afrikaiak, képzett orvosok és ápolók, valamint önkéntesek (aktivisták), akik maguk is a terápiával kezeltek közül kerülnek ki. 2009-ig hatvanezer afrikait kezeltek, és ötszázezer azoknak a száma, akik valamilyen módon részesültek a kísérő programok (higiéniára nevelés, élelmezési program, víztisztító berendezések, stb.) áldásaiból.
A rendszeres egyéni és közösségi imádság életük középpontja. A szentírásolvasás, az elmélkedések képezik közös életük és munkájuk alapját. A római Szent Egyed-templomban minden este összegyűlnek a Közösség tagjai, hogy együtt imádkozzanak.
A magyar közösség Budapesten a Gát utcai Kaniziusz Szent Péter templomban tartja esti imádságait szerdán 19 órakor. Imádkoznak a betegekért, a magukra hagyott gyerekekért és idősekért, a szegényekért, az éhezőkért, a békéért. A magyar közösség tagjai laikusok, akik tanulmányaik és munkájuk mellett arra törekszenek, hogy idejüket, javaikat és lelki erejüket megosszák a náluk szegényebbekkel. A Belváros utcáin élő hajléktalanokat rendszeresen meglátogatják és segítik őket kisebb-nagyobb problémáik megoldásában. Szociális otthonokban élő időseket és állami gondozott gyerekeket látogatnak rendszeresen, meghallgatják őket, beszélgetnek velük. Részt vettek egy aláírásgyűjtő akcióban is, csatlakozva II. János Pál pápa felhívásához, amelyben a halálos ítéletek végrehajtásának felfüggesztését kérte. 1996 óta félévenként előadásokat szerveznek, többek között olyan témákban, mint a magyarországi zsidóság, az idősek helyzete, a cigányok élete, a halálbüntetés embertelensége. Korábban gyűjtéseket szerveztek szegény cigánycsaládok támogatására, és egy afrikai (Bissau–Guinea) kórház újjáépítésére, orvos tagjaik pedig megvizsgálták egy baranyai cigány település gyermeklakosságát, és a rászorulókat beutalták pécsi kórházakba.